# 帝封江站
帝封江站（福州話：/tɛ˨˩ huŋ˥˥ ŋøyŋ˥˥/）位于中华人民共和国福建省福州市仓山区官产洲，是福州地铁4号线、5号线与建设中的滨海快线的地铁换乘站，车站4号线部分于2023年8月27日启用，5号线部分于2022年4月29日启用。

## 站名来源
史载南宋恭宗德祐二年（1276年），元军南下，攻破临安城。杨皇后和益王赵昰、广王赵昺一路航海南下，到达福州闽江口濂浦（林浦）登陆，驻跸“平山福地”。民间传说，七个月后，元军水陆并进南追，二三十万大军及数千艘战船聚集于闽江口一带，分布于白龙江、螺江、横龙港、义序江、淘江一带，元军闻风穷追，围攻濂浦。诸臣忠心卫主，率水师将元兵引向乌龙江上游今之南通方庄一带，与元水军殊死作战，吸引并牵制住元军，两位幼主及大军从而顺利得脱。惨烈的激战死者以万数，嗣后方庄一带遗有数十墩冢墓，埋葬着义兵遗骸，后世遂称这一带江面为帝封江。

## 车站结构

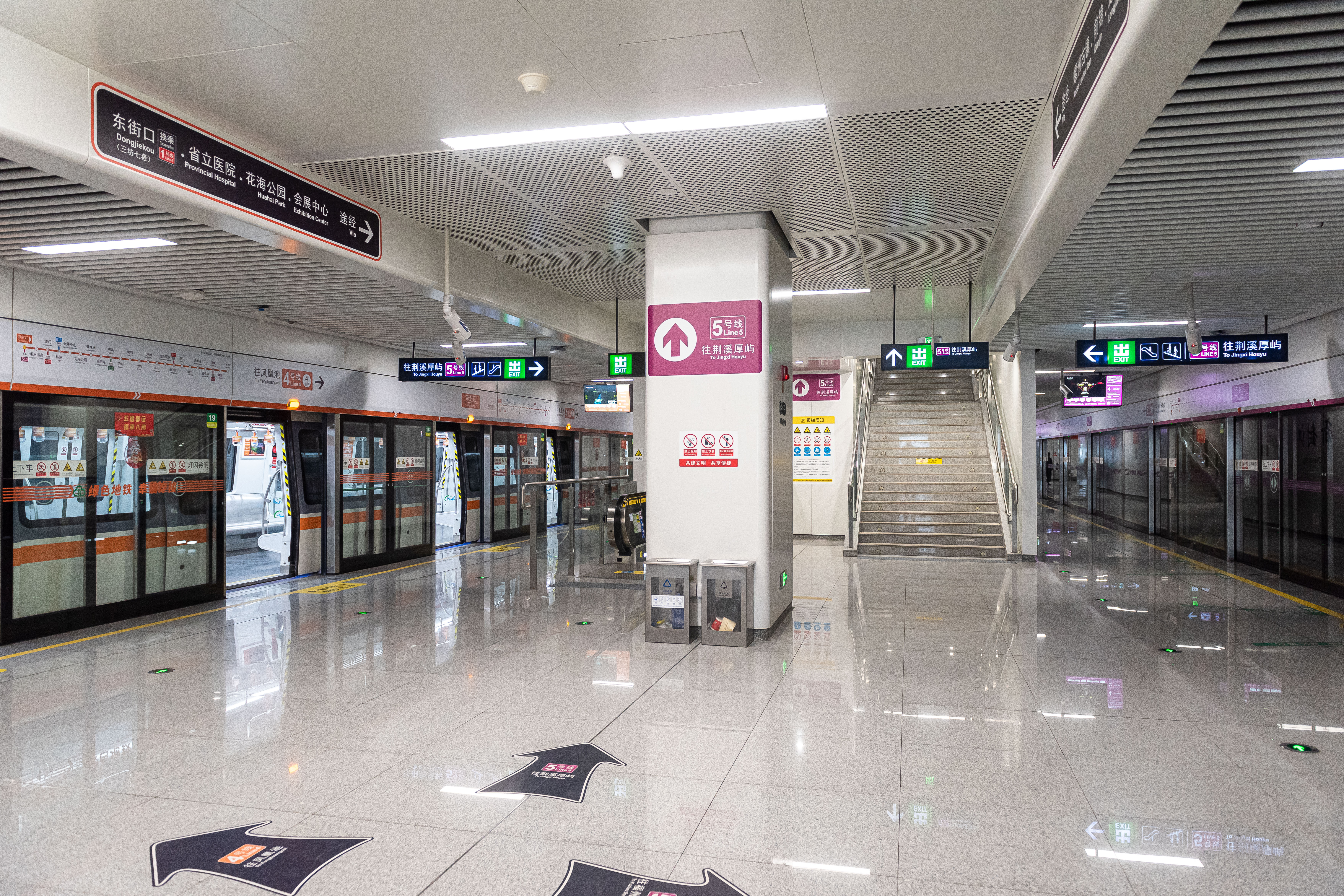
4号线凤凰池/5号线福州火车南站方向站台

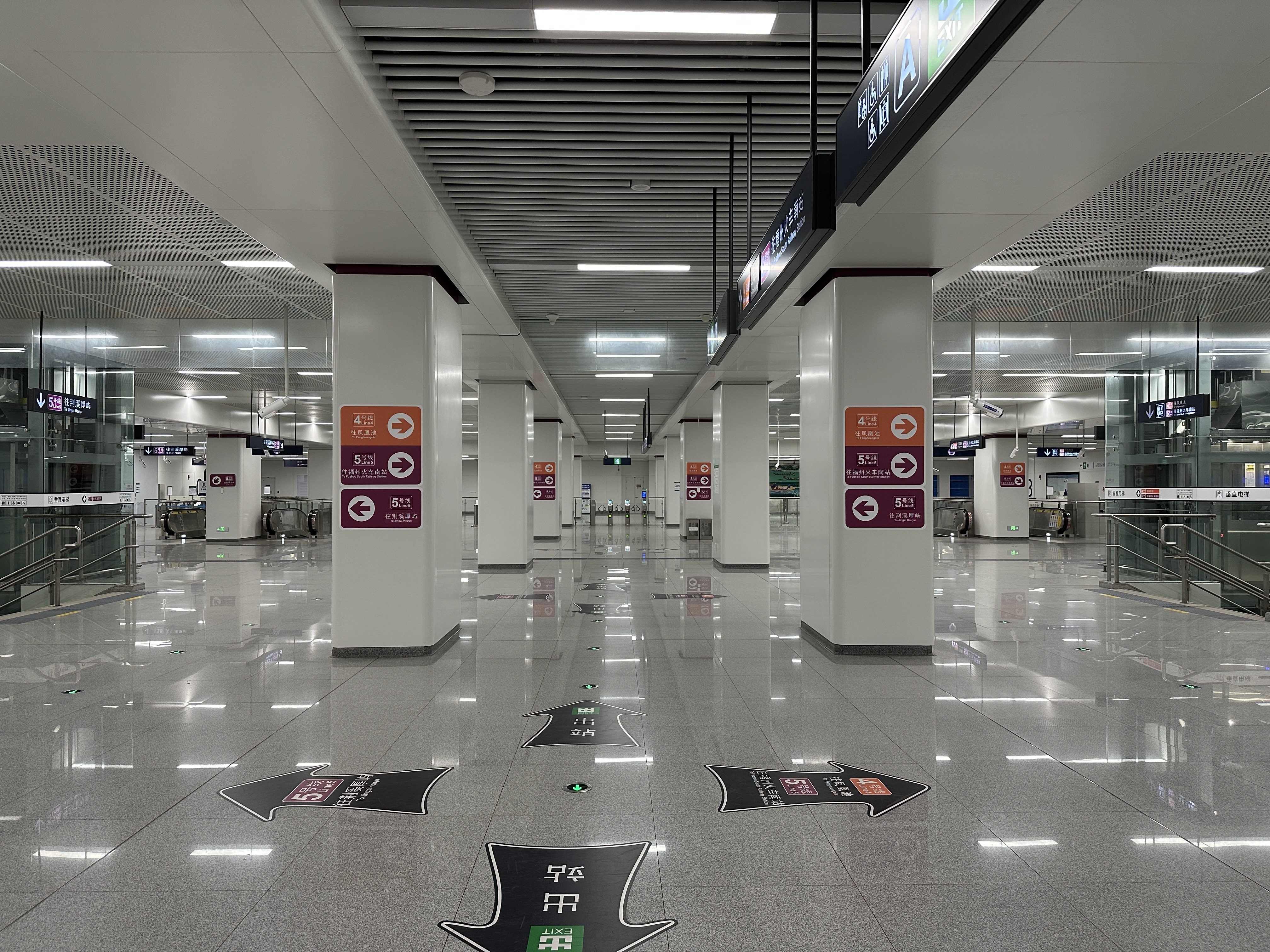
站厅

帝封江站是一座高架、地下混合车站。地下二层为4号线、5号线站台层，共用2个岛式站台；地下一层为站厅层；地面为出口；地上一层、二层为滨海快线设备及站厅层；地上三层为滨海快线站台层，采用带避让线的2个岛式站台。4号线、5号线呈东西走向，车站长约500米、宽约50米，总面积约2.5万平方米；滨海快线呈南北走向。
| 地上三层 | 3                                                                          |  | 滨海快线 往福州火车站（三叉街）  |
| 地上三层 | 岛式站台                                                                   |  |                                  |
| 地上三层 | 1                                                                          |  | 滨海快线 往福州火车站（三叉街）  |
| 地上三层 | 2                                                                          |  | 滨海快线 往文岭（祥谦）          |
| 地上三层 | 岛式站台                                                                   |  |                                  |
| 地上三层 | 4                                                                          |  | 滨海快线 往文岭（祥谦）          |
| 地上二层 | 滨海快线站厅                                                               |  | 票务服务、自动售票机             |
| 地面层   | 出入口                                                                     |  | 出入口                           |
| 地下一层 | 4号线、5号线站厅                                                           |  | 票务服务、自动售票机             |
| 地下二层 | 1                                                                          |  | 5号线 往荆溪厚屿（义序）         |
| 地下二层 | 岛式站台，5号线列车运行方向左侧的车门开启、4号线列车运行方向右侧的车门开启 |  |                                  |
| 地下二层 | 3                                                                          |  | 4号线 终点站                     |
| 地下二层 | 4                                                                          |  | 4号线 往凤凰池（螺洲温泉）       |
| 地下二层 | 岛式站台，5号线列车运行方向左侧的车门开启、4号线列车运行方向右侧的车门开启 |  |                                  |
| 地下二层 | 2                                                                          |  | 5号线 往福州火车南站（螺洲古镇） |

### 站厅

#### 车站艺术
4号线、5号线共用地下站厅中设有一幅内径长8米、宽2.7米的彩漆磨显工艺漆画艺术墙《帝封江记》，作品运用彩漆磨显工艺再现白龙江、螺江、义序江作为福州龙舟赛主赛场时的场景。本作品由福建省漆艺大家、福建省级非遗项目无勾勒晕金漆艺传承人傅彤所创作。

### 站台
帝封江站地下站台为两个并排的岛式站台，位于地下二层，为4号线、5号线共用。4号线使用内侧的3号与4号站台，5号线使用外侧的1号与2号站台。高架站台为两个并排的岛式站台，位于地上三层，为滨海快线所用。

### 换乘
帝封江站4号线与5号线为顺向同台换乘站，乘客可根据出行目的地直接行至对面站台换乘。
滨海快线为高架车站，因此乘客若欲换乘4号线或5号线，需经由站厅进行换乘。

### 出入口与周边
帝封江站现开放3个出入口，其中无障碍电梯、卫生间与母婴室均位于A出入口。
| 帝封江站出入口信息          | 帝封江站出入口信息 | 帝封江站出入口信息 | 帝封江站出入口信息 |
| --------------------------- | ------------------ | ------------------ | ------------------ |
|                             |                    |                    |                    |
|                             |                    |                    |                    |
|                             |                    |                    |                    |
| 编号                        | 设施               | 位置               | 接驳交通           |
| 4号线、 5号线站厅           |                    |                    |                    |
| 出口 · A                    |                    | 车站西南口         | 闽榕茉莉苗圃       |
| 出口 · B                    |                    | 车站西北口         |                    |
| 出口 · C                    |                    | 车站东北口         |                    |
| 注： 设有电梯 \| 设有卫生间 |                    |                    |                    |